# Gustav Lokotar
Gustav Lokotar (ur. 12 października 1899 w Kalvi, zm. 12 października 1969 w Tallinnie) – estoński strzelec, wielokrotny medalista mistrzostw świata. Jeden z najbardziej utytułowanych estońskich strzelców.

## Życiorys
Kształcił się w szkołach w obecnej gminie Viru-Nigula (ostatnią ukończył w 1921 roku). Treningi strzeleckie rozpoczął w 1931 roku pod okiem Johannesa Siira, pierwszego dla Estonii zdobywcy medalu strzeleckich mistrzostw świata. W latach 1934–1939 był członkiem estońskiej reprezentacji w strzelectwie.
Jest siedemnastokrotnym medalistą mistrzostw świata, w tym czternastokrotnym drużynowym i trzykrotnym indywidualnym. W dorobku ma jedenaście złotych, dwa srebrne i cztery brązowe medale. Był najlepszym zawodnikiem mistrzostw świata w 1937 roku pod kątem liczby zdobytych medali (dwanaście). Indywidualnie zwyciężył wyłącznie w karabinie małokalibrowym klęcząc z 50 m podczas turnieju w 1935 roku, bijąc ówczesny rekord świata w tej konkurencji.
Lokotar zdobył osiemnaście tytułów mistrza Estonii (siedem indywidualnie i jedenaście drużynowo), a także po pięć srebrnych i brązowych medali. Dwudziestokrotnie poprawiał indywidualne rekordy Estonii, a osiemnastokrotnie poprawiał rekordy drużynowe.
Był m.in. żołnierzem zawodowym, a w latach 1941–1966 pracował jako kierowca autobusu.
Odznaczony Orderem Krzyża Białego Związku Obrony III klasy. Jest pochowany w Tallinnie na cmentarzu Pärnamäe.

## Osiągnięcia

### Medale na mistrzostwach świata
Opracowano na podstawie materiału źródłowego:
| Mistrzostwa   | Konkurencja                                      | Wynik             | Miejsce |
| ------------- | ------------------------------------------------ | ----------------- | ------- |
| Rzym 1935     | Karabin małokalibrowy leżąc, 50 m, drużynowo     | 1964 pkt. (druż.) | złoto   |
| Rzym 1935     | Karabin małokalibrowy klęcząc, 50 m              | 389 pkt.          | złoto   |
| Rzym 1935     | Karabin małokalibrowy klęcząc, 50 m, drużynowo   | 1897 pkt. (druż.) | złoto   |
| Helsinki 1937 | Karabin wojskowy, trzy postawy, 300 m, drużynowo | 2570 pkt. (druż.) | brąz    |
| Helsinki 1937 | Karabin wojskowy klęcząc, 300 m, drużynowo       | 869 pkt. (druż.)  | srebro  |
| Helsinki 1937 | Karabin wojskowy stojąc, 300 m, drużynowo        | 804 pkt. (druż.)  | srebro  |
| Helsinki 1937 | Karabin dowolny, trzy postawy, 300 m             | 1113 pkt.         | brąz    |
| Helsinki 1937 | Karabin dowolny, trzy postawy, 300 m, drużynowo  | 5526 pkt. (druż.) | złoto   |
| Helsinki 1937 | Karabin dowolny leżąc, 300 m, drużynowo          | 1918 pkt.(druż.)  | złoto   |
| Helsinki 1937 | Karabin dowolny klęcząc, 300 m, drużynowo        | 1856 pkt. (druż.) | złoto   |
| Helsinki 1937 | Karabin dowolny stojąc, 300 m, drużynowo         | 1752 pkt. (druż.) | złoto   |
| Helsinki 1937 | Karabin małokalibrowy, trzy postawy, 50 m        | 1145 pkt.         | brąz    |
| Helsinki 1937 | Karabin małokalibrowy leżąc, 50 m, drużynowo     | 1951 pkt. (druż.) | brąz    |
| Helsinki 1937 | Karabin małokalibrowy klęcząc, 50 m, drużynowo   | 1897 pkt. (druż.) | złoto   |
| Helsinki 1937 | Karabin małokalibrowy stojąc, 50 m, drużynowo    | 1852 pkt. (druż.) | złoto   |
| Lucerna 1939  | Karabin dowolny, trzy postawy, 300 m, drużynowo  | 5433 pkt. (druż.) | złoto   |
| Lucerna 1939  | Karabin małokalibrowy klęcząc, 50 m, drużynowo   | 1944 pkt. (druż.) | złoto   |

### Medale mistrzostw Estonii
Opracowano na podstawie materiału źródłowego:
| Mistrzostwa                              | Konkurencja                                                      | Wynik               | Miejsce |
| ---------------------------------------- | ---------------------------------------------------------------- | ------------------- | ------- |
| Tallinn 1933                             | Karabin wojskowy klęcząc, 300 m                                  | 176 pkt.            | złoto   |
| Tallinn 1933                             | Karabin wojskowy, trzy postawy, 300 m                            | 510 pkt.            | brąz    |
| Tallinn 1933                             | Karabin dowolny leżąc, 50 m                                      | 385 pkt.            | brąz    |
| Tallinn, Tartu, Narva, Pärnu, 1936       | Karabin wojskowy, trzy postawy, 300 m                            | 525 pkt.            | złoto   |
| Tallinn, Tartu, Narva, Pärnu, 1936       | Karabin wojskowy precyzyjny, trzy postawy, 300 m                 | 543 pkt.            | srebro  |
| Tallinn, Tartu, Narva, Võru, Valga, 1937 | Karabin dowolny, trzy postawy, 300 m                             | 1117 pkt.           | złoto   |
| Tallinn, Tartu, Narva, Võru, Valga, 1937 | Karabin dowolny leżąc, 300 m                                     | 390 pkt.            | złoto   |
| Tallinn, Tartu, Narva, Võru, Valga, 1937 | Karabin dowolny klęcząc, 300 m                                   | 375 pkt.            | złoto   |
| Tallinn, Tartu, Narva, Võru, Valga, 1937 | Karabin wojskowy precyzyjny, trzy postawy, 300 m                 | 549 pkt.            | srebro  |
| Tallinn, Tartu, Narva, Võru, Valga, 1937 | Karabin wojskowy precyzyjny stojąc, 300 m                        | 179 pkt.            | srebro  |
| Tallinn 1938                             | Pistolet wielkokalibrowy/rewolwer, 25 m, drużynowo               | 72/555 pkt. (druż.) | złoto   |
| Tallinn 1938                             | Karabin dowolny klęcząc, 50 m                                    | 396 pkt.            | złoto   |
| Tallinn 1938                             | Pistolet wielkokalibrowy/rewolwer, 25 m, drużynowo (30 strzałów) | 1373 pkt. (druż.)   | złoto   |
| Tallinn 1938                             | Karabin wojskowy, 500 m, 600 m i 700 m, drużynowo                | 1252 pkt. (druż.)   | złoto   |
| Tallinn 1938                             | Karabin wojskowy, trzy postawy, 300 m, drużynowo                 | 2590 pkt. (druż.)   | złoto   |
| Tallinn 1938                             | Karabin wojskowy, trzy postawy, 300 m, drużynowo                 | 2552 pkt. (druż.)   | złoto   |
| Tallinn 1938                             | Karabin dowolny, trzy postawy, 300 m, drużynowo                  | 5558 pkt. (druż.)   | złoto   |
| Tallinn 1938                             | Karabin dowolny, trzy postawy, 300 m, drużynowo                  | 3351 pkt. (druż.)   | złoto   |
| Tallinn 1938                             | Karabin dowolny klęcząc, 300 m                                   | 381 pkt.            | srebro  |
| Tallinn 1938                             | Karabin dowolny, trzy postawy, 300 m                             | 1120 pkt.           | brąz    |
| Tallinn 1939                             | Karabin dowolny stojąc, 300 m                                    | 356 pkt.            | złoto   |
| Tallinn 1939                             | Karabin dowolny, trzy postawy, 300 m, drużynowo                  | 5547 pkt. (druż.)   | złoto   |
| Tallinn 1939                             | Karabin dowolny, trzy postawy, 300 m, drużynowo                  | 3340 pkt. (druż.)   | złoto   |
| Tallinn 1939                             | Karabin dowolny, trzy postawy, 50 m, drużynowo                   | 5716 pkt. (druż.)   | złoto   |
| Tallinn 1939                             | Karabin dowolny, trzy postawy, 50 m, drużynowo                   | 3419 pkt. (druż.)   | złoto   |
| Tallinn 1939                             | Karabin dowolny, trzy postawy, 300 m                             | 1117 pkt.           | srebro  |
| Tallinn 1939                             | Karabin dowolny klęcząc, 300 m                                   | 376 pkt.            | brąz    |
| Tallinn 1939                             | Pistolet wielkokalibrowy/rewolwer, 25 m (30 strzałów)            | 279 pkt.            | brąz    |